# Paul Anka/Diskografie
Diese Diskografie von Paul Anka vermittelt eine Übersicht über die fast 30-jährige Produktion von Schallplatten und deren Erfolge des kanadischen Popsängers in den USA, Großbritannien und in Deutschland. Eine Auswahl von Compact Discs spiegelt die fortdauernde Popularität des Sängers bis in die Gegenwart wider. Den Schallplattenauszeichnungen zufolge hat er bisher mehr als 2,8 Millionen Tonträger verkauft, davon alleine in seiner Heimat über 420.000. Seine erfolgreichste Veröffentlichung ist das Album Anka mit über 600.000 verkauften Einheiten.

## Vereinigte Staaten

Erste Paul-Anka-Single bei RPM Records (1956)

### Vinyl-Singles
| A-/B-Seite                                                                 | Katalog-Nr.    | Veröffentlichung |
|                                                                            | RPM Records    |                  |
| I Confess / Blau-Wile-Deveest-Fontaine                                     | 472            | September 1956   |
|                                                                            | ABC-Paramount  |                  |
| Diana / Don’t Gamble With Love                                             | 9831           | Juni 1957        |
| I Love You, Baby / Tell Me That You Love Me                                | 9855           | Oktober 1957     |
| You Are My Destiny / When I Stop Loving You                                | 9880           | Dezember 1957    |
| Crazy Love / Let The Bells Keep Ringing                                    | 9907           | März 1958        |
| Midnight / Verboten! (Forbidden)                                           | 9937           | Juni 1958        |
| Just Young / So It’s Goodbye                                               | 9956           | September 1958   |
| My Heart Sings / That’s Love                                               | 9987           | November 1958    |
| I Miss You So / Late Last Night                                            | 10011          | März 1959        |
| Lonely Boy / Your Love                                                     | 10022          | Mai 1959         |
| Put Your Head on My Shoulder / Don’t Ever Leave Me                         | 10040          | August 1959      |
| It’s Time To Cry / Something Has Changed Me                                | 10064          | November 1959    |
| Puppy Love / Adam and Eve                                                  | 10082          | Februar 1960     |
| My Home Town / Something Happened                                          | 10106          | April 1960       |
| Hello Young Lovers / I Love You In The Same Old Way                        | 10132          | Juli 1960        |
| Summer’s Gone / I’d Have To Share                                          | 10147          | September 1960   |
| It’s Christmas Everywhere / Rudolph, the Red Nosed Reindeer                | 10163          | November 1960    |
| The Story of My Love / Don’t Say You’re Sorry                              | 10168          | November 1960    |
| Tonight My Love, Tonight / I’m Just a Fool Anyway                          | 10194          | Februar 1961     |
| Dance On Little Girl / I Talk To You                                       | 10220          | Mai 1961         |
| Cinderella / Kissin’ on the Phone                                          | 10239          | August 1961      |
| Loveland / The Bells at My Wedding                                         | 10279          | November 1961    |
| Far from the Lights of Town / The Fools Hall of Fame                       | 10282          | Januar 1962      |
| I’d Never Find Another You / Uh Huh                                        | 10311          | März 1962        |
| All of Me / I’m Coming Home                                                | 10338          | Juli 1962        |
|                                                                            | RCA Victor     |                  |
| Love Me Warm And Tender / I’d Like to Know                                 | 7977           | Februar 1962     |
| I Never Knew Your Name / A Steel Guitar and a Glass of Wine                | 8030           | Mai 1962         |
| Every Night / There You Go                                                 | 8068           | August 1962      |
| Eso Beso / Give Me Back My Heart                                           | 8097           | November 1962    |
| Love Makes the World Go ’Round / Crying in the Wind                        | 8115           | Dezember 1962    |
| Remember Diana / At Night                                                  | 8170           | April 1963       |
| Hello Jim / You’ve Got the Nerve to Call This Love                         | 8195           | Juni 1963        |
| Hurry Up and Tell Me / Wondrous Are the Ways of Love                       | 8237           | September 1963   |
| Did You Have a Happy Birthday / For No Good Reason at All                  | 8272           | Dezember 1963    |
| From Rocking Horse to Rocking Chair / Cheer Up                             | 8311           | Februar 1964     |
| My Baby’s Comin’ Home / No, No                                             | 8349           | Mai 1964         |
| In My Imagination / It’s Easy to Say                                       | 8396           | Juli 1964        |
| Ogni Volta (Every Time) / Cindy Go Home                                    | 8441           | Oktober 1964     |
| Sylvia / Behind My Smile                                                   | 8493           | Januar 1965      |
| The Loneliest Boy in the World / Dream Me Happy                            | 8595           | Juni 1965        |
| Every Day a Heart Is Broken / As If There Were No Tomorrow                 | 8662           | August 1965      |
| Truly Yours / Oh Such a Stranger                                           | 8764           | Februar 1966     |
| I Wish / I Went To Your Wedding                                            | 8839           | Mai 1966         |
| I Can’t Help Loving You / Can’t Get Along Very Well Without Her            | 8893           | Juli 1966        |
| Poor Old World / I’d Rather Be a Stranger                                  | 9032           | November 1966    |
| Until It’s Time for You to Go / Would You Still Be My Baby                 | 9128           | Februar 1967     |
| A Woman Is a Sentimental Thing / That’s How Love Goes                      | 9228           | Mai 1967         |
| Can’t Get You Out of My Mind / When We Get There                           | 9457           | Februar 1968     |
| Goodnight My Love / This Crazy World                                       | 9648           | Oktober 1968     |
| Happy / Can’t Get You Out of My Mind                                       | 9767           | Januar 1969      |
| In The Still of the Night / Pickin’ Up The Pieces                          | 0126           | März 1969        |
| Sincerely / Next Year                                                      | 0164           | Mai 1968         |
| Midnight Mistress / Medley                                                 | 9846           | 1970             |
|                                                                            | Buddah         |                  |
| Do I Love You / So Long City                                               | 252            | August 1971      |
| Jubilation / Everything’s Been Changed                                     | 294            | März 1972        |
| Life Song (Mono) / Life Song (Stereo)                                      | 314            | August 1972      |
| While We’re Still Young / This Is Your Song                                | 337            | 1972             |
| Hey Girl / You and Me Today                                                | 349            | April 1973       |
|                                                                            | United Artists |                  |
| Having My Baby / Papa                                                      | 454            | Juni 1974        |
| One Man Woman-One Woman / Let Me Get to Know You                           | 569            | Oktober 1974     |
| I Don’t Like to Sleep Alone / How Can Anything Be Beautiful-After You      | 615            | März 1975        |
| (I Believe) There’s Nothing Stronger Than Our Love / Today I Became A Fool | 685            | Juli 1975        |
| Times of Your Life / Water Runs Deep                                       | 737            | November 1975    |
| Anytime / Something About You                                              | 789            | 1976             |
| Happier / Closing Doors                                                    | 911            | 1976             |
| My Best Friend’s Wife / Never Gonna Fall in Love Again                     | 972            | 1977             |
| Everybody Ought to Be in Love / Tonight                                    | 1018           | 1977             |
|                                                                            | RCA            |                  |
| Brought Up In New York / Love Me Lady                                      | 11351          | 1978             |
| This Is Love / I’m By Myself Again                                         | 11395          | September 1978   |
| As Long As We Keep Believing / Headlines                                   | 11662          | 1979             |
| Think I’m in Love Again / We Love Each Other                               | 12184          | 1981             |
| I’ve Been Waiting for You / Think I’m in Love Again                        | 12225          | April 1981       |
| Lady Lay Down / You’re Still a Part Of Me                                  | 12262          | Juni 1981        |
|                                                                            | Columbia       |                  |
| Hold Me ’Til the Mornin’ Comes / This Is the First Time                    | 03897          | April 1983       |

### Langspielplatten*
| Titel                      | Katalog-Nr.        | Veröffentlichung |
| Sings His Big 15           | ABC 323            | Juni 1960        |
| At the Copa                | ABC 353            | November 1960    |
| Sings His Big 15 (2)       | ABC 390            | September 1961   |
| Young, Alive And in Love   | RCA 2502           | März 1962        |
| Let’s Sit This One Out     | RCA 2575           | August 1962      |
| Paul Anka’s 21 Golden Hits | RCA 2691           | Mai 1963         |
| Goodnight My Love          | RCA 4142           | Februar 1969     |
| Life Goes On               | RCA 4250           | November 1969    |
| Paul Anka                  | Buddah 5093        | Dezember 1971    |
| Jubilation                 | Buddah 5114        | Mai 1972         |
| Anka                       | United Artists 314 | August 1974      |
| Paul Anka Gold             | Sire 3704          | Oktober 1974     |
| Feelings                   | United Artists 367 | März 1975        |
| Times of Your Life         | United Artists 569 | November 1975    |
| The Painter                | United Artists 653 | August 1976      |
| The Music Man              | United Artists 746 | April 1977       |
| Listen to Your Heart       | RCA 2892           | November 1978    |
| Both Sides of Love         | RCA 3926           | 1981             |
| Walk a Fine Line           | Columbia 38442     | Juli 1983        |

## Vereinigtes Königreich

Welthit Diana auf der britischen Single Columbia 3980 (1957)

### Vinyl-Singles*
| A/B-Seite                                          | Katalog-Nr. | Veröffentlichung |
|                                                    | Columbia    |                  |
| Diana / Don’t Gamble With Love                     | 3980        | Juli 1957        |
| I Love You, Baby / Tell Me That You Love Me        | 4022        | Oktober 1957     |
| You Are My Destiny / When I Stop Loving You        | 4063        | Januar 1958      |
| Crazy Love / Let The Bells Keep Ringing            | 4110        | April 1958       |
| Midnight / Verboten                                | 4172        | August 1958      |
| My Heart Sings / That’s Love                       | 4241        | Januar 1959      |
| Lonely Boy / Your Love                             | 4324        | Juli 1959        |
| Put Your Head on My Shoulder / Don’t Ever Leave Me | 4355        | Oktober 1959     |
| It’s Time to Cry / Something Has Changed Me        | 4390        | Oktober 1959     |
| Puppy Love / Adam and Eve                          | 4434        | März 1960        |
|                                                    | RCA         |                  |
| Love Me Warm and Tender / I’d Like To Know         | 1276        | Februar 1962     |
| Having My Baby / Papa                              | 35713       | Juli 1974        |

* nur mit Bewertung durch den New Musical Express

## Deutschland

Paul Anka singt deutsch auf RCA Victor 9539 (1964)

### Vinyl-Singles*
| A/B-Seite                                                | Katalog-Nr.    | Veröffentlichung |
|                                                          | Columbia       |                  |
| Diana / Don’t Gamble With Love                           | 5602           | Dezember 1957    |
| My Heart Sings / That’s Love                             | 21108          | April 1959       |
| Lonely Boy / Late Last Night                             | 21228          | Juli 1959        |
| Put Your Head on My Shoulder / Don’t Ever Leave Me       | 21294          | Oktober 1959     |
| So wie du / I’d Have to Share                            | 21650          | Oktober 1960     |
|                                                          | RCA            |                  |
| Love Me Warm and Tender / I’d Like To Know               | 7977           | März 1962        |
| Lauter Liebe schenk ich dir / Ein Girl wie du            | 9396           | April 1962       |
| A Steel Guitar & a Glas of Wine / I Never Knew Your Name | 8030           | Juni 1962        |
| Eso Beso / Give Me Back My Heart                         | 8097           | November 1962    |
| Remember Diana / At Night                                | 8170           | April 1963       |
| Hello Jim / You Have the Nerve To Call This Love         | 8195           | Juli 1963        |
| Zwei Mädchen aus Germany / Sunshine Baby                 | 9539           | Mai 1964         |
| Sweet, Sweet Rosalie / Doch Du hast keine Zeit           | 9576           | Oktober 1964     |
| Kiddy Kiddy Kiss Me / Ein Sunny-Boy und eine Signorina** | 9601           | Dezember 1964    |
| Elisabeth / Der schönste Ankerplatz                      | 9610           | Januar 1965      |
| Bei dir, bei mir / Auf dem Standesamt von Laramie        | 9668           | Oktober 1965     |
| Babsy, Bambina, Babette / Meine Schuhe lauf’ ich kaputt  | 9726           | 1966             |
| Mir geht es gut / Sinnlose Tränen                        | 9749           | Februar 1967     |
|                                                          | United Artists |                  |
| Having My Baby / Papa                                    | 35713          | Oktober 1974     |

* englischsprachige Produktionen nur bei Musikmarktbewertung, ** mit Rita Pavone

## Compact Disc*
| Titel                            | Musiklabel  | Veröffentlichung |
| Five Decades – Greatest Hits     | Curb        | 1990             |
| Classic Hits                     | Wea         | 1992             |
| My Heart Sings                   | Radio Arch  | 1996             |
| Essential Rca Rock & Roll        | Taragon     | 1999             |
| Paul Anka                        | Bella Musi  | 2000             |
| Zwei Mädchen aus Germany         | Bear Family | 2000             |
| My Greatest Songs                | RCA         | 2001             |
| Rock swings                      | Universal   | 2005             |
| Classic Songs, My Way            | Universal   | 2007             |
| Remember Diana                   | Bbi         | 2008             |
| Here’s Paul Anka                 | Disky       | 2009             |
| Lonely Boy: The Early Recordings | Goldies     | 2010             |
| 21 Golden Hits                   | Sony        | 2013             |
| The Very Best Of Paul Anka       | NotNow      | 2013             |
| Swings for Young Lovers          | Jackpot     | 2013             |
| Making Memories                  | Green Hill  | 2021             |

* in Deutschland vertrieben

## Chartplatzierungen

### Studioalben
| Jahr | Titel                    | Höchstplatzierung, Gesamtwochen, AuszeichnungChartplatzierungen (Jahr, Titel, Platzierungen, Wochen, Auszeichnungen, Anmerkungen) | Höchstplatzierung, Gesamtwochen, AuszeichnungChartplatzierungen (Jahr, Titel, Platzierungen, Wochen, Auszeichnungen, Anmerkungen) | Höchstplatzierung, Gesamtwochen, AuszeichnungChartplatzierungen (Jahr, Titel, Platzierungen, Wochen, Auszeichnungen, Anmerkungen) | Höchstplatzierung, Gesamtwochen, AuszeichnungChartplatzierungen (Jahr, Titel, Platzierungen, Wochen, Auszeichnungen, Anmerkungen) | Anmerkungen |
| Jahr | Titel                    | DE | AT | UK | US | Anmerkungen |
| ---- | ------------------------ | --- | --- | --- | --- | ----------- |
| 1960 | Anka At The Copa         | — | — | — | US23 (13 Wo.)US |             |
| 1962 | Young, Alive And in Love | — | — | — | US61 (12 Wo.)US |             |
| 1962 | Let’s Sit This One Out   | — | — | — | US132 (2 Wo.)US |             |
| 1969 | Goodnight My Love        | — | — | — | US101 (11 Wo.)US |             |
| 1969 | Life Goes On             | — | — | — | US194 (2 Wo.)US |             |
| 1971 | Paul Anka                | — | — | — | US188 (4 Wo.)US |             |
| 1971 | Jubilation               | — | — | — | US192 (4 Wo.)US |             |
| 1974 | Anka                     | — | — | — | US9 Gold · (28 Wo.)US |             |
| 1975 | Feelings                 | — | — | — | US36 (29 Wo.)US |             |
| 1975 | Times of Your Life       | — | — | — | US22 Gold · (25 Wo.)US |             |
| 1976 | The Painter              | — | — | — | US85 (15 Wo.)US |             |
| 1977 | Music Man                | — | — | — | US195 (3 Wo.)US |             |
| 1978 | Listen to Your Heart     | — | — | — | US179 (7 Wo.)US |             |
| 1981 | Both Sides of Love       | — | — | — | US171 (6 Wo.)US |             |
| 1983 | Walk a Fine Line         | — | — | — | US156 (8 Wo.)US |             |
| 2005 | Rock Swings              | DE10 (13 Wo.)DE | — | UK9 Gold · (8 Wo.)UK | US120 (2 Wo.)US |             |
| 2007 | Classic Songs – My Way   | — | — | UK13 (4 Wo.)UK | US139 (2 Wo.)US |             |
| 2013 | Duets                    | — | — | — | US95 (3 Wo.)US |             |

grau schraffiert: keine Chartdaten aus diesem Jahr verfügbar

### Livealben
| Jahr | Titel                    | Höchstplatzierung, Gesamtwochen/‑monate, AuszeichnungChartplatzierungen (Jahr, Titel, Platzierungen, Wochen/Monate, Auszeichnungen, Anmerkungen) | Höchstplatzierung, Gesamtwochen/‑monate, AuszeichnungChartplatzierungen (Jahr, Titel, Platzierungen, Wochen/Monate, Auszeichnungen, Anmerkungen) | Höchstplatzierung, Gesamtwochen/‑monate, AuszeichnungChartplatzierungen (Jahr, Titel, Platzierungen, Wochen/Monate, Auszeichnungen, Anmerkungen) | Höchstplatzierung, Gesamtwochen/‑monate, AuszeichnungChartplatzierungen (Jahr, Titel, Platzierungen, Wochen/Monate, Auszeichnungen, Anmerkungen) | Anmerkungen |
| Jahr | Titel                    | DE | AT | UK | US | Anmerkungen |
| ---- | ------------------------ | --- | --- | --- | --- | ----------- |
| 1964 | Paul Anka in Deutschland | DE31 (2 Mt.)DE | — | — | — |             |

grau schraffiert: keine Chartdaten aus diesem Jahr verfügbar

### Kompilationen
| Jahr | Titel                      | Höchstplatzierung, Gesamtwochen/‑monate, AuszeichnungChartplatzierungen (Jahr, Titel, Platzierungen, Wochen/Monate, Auszeichnungen, Anmerkungen) | Höchstplatzierung, Gesamtwochen/‑monate, AuszeichnungChartplatzierungen (Jahr, Titel, Platzierungen, Wochen/Monate, Auszeichnungen, Anmerkungen) | Höchstplatzierung, Gesamtwochen/‑monate, AuszeichnungChartplatzierungen (Jahr, Titel, Platzierungen, Wochen/Monate, Auszeichnungen, Anmerkungen) | Höchstplatzierung, Gesamtwochen/‑monate, AuszeichnungChartplatzierungen (Jahr, Titel, Platzierungen, Wochen/Monate, Auszeichnungen, Anmerkungen) | Anmerkungen |
| Jahr | Titel                      | DE | AT | UK | US | Anmerkungen |
| ---- | -------------------------- | --- | --- | --- | --- | ----------- |
| 1960 | Sings His Big 15           | — | — | — | US4 (140 Wo.)US |             |
| 1961 | Sings His Big 15 (2)       | — | — | — | US72 (12 Wo.)US |             |
| 1963 | Paul Anka’s 21 Golden Hits | DE35 (3 Mt.)DE | — | — | US65 (33 Wo.)US |             |
| 1974 | Paul Anka Gold             | — | — | — | US125 (9 Wo.)US |             |
| 1980 | 20 Golden Hits             | — | AT2 (18 Wo.)AT | — | — |             |

grau schraffiert: keine Chartdaten aus diesem Jahr verfügbar

### Singles
| Jahr | Titel Album                                                  | Höchstplatzierung, Gesamtwochen/‑monate, AuszeichnungChartplatzierungen (Jahr, Titel, Album, Platzierungen, Wochen/Monate, Auszeichnungen, Anmerkungen) | Höchstplatzierung, Gesamtwochen/‑monate, AuszeichnungChartplatzierungen (Jahr, Titel, Album, Platzierungen, Wochen/Monate, Auszeichnungen, Anmerkungen) | Höchstplatzierung, Gesamtwochen/‑monate, AuszeichnungChartplatzierungen (Jahr, Titel, Album, Platzierungen, Wochen/Monate, Auszeichnungen, Anmerkungen) | Höchstplatzierung, Gesamtwochen/‑monate, AuszeichnungChartplatzierungen (Jahr, Titel, Album, Platzierungen, Wochen/Monate, Auszeichnungen, Anmerkungen) | Anmerkungen                          |
| Jahr | Titel Album                                                  | DE | AT | UK | US | Anmerkungen                          |
| ---- | ------------------------------------------------------------ | --- | --- | --- | --- | ------------------------------------ |
| 1957 | Diana Paul Anka                                              | DE11 (4 Mt.)DE | — | UK1 (25 Wo.)UK | US2 (29 Wo.)US |                                      |
| 1957 | I Love You Baby –                                            | DE22 (3 Mt.)DE | — | UK3 (15 Wo.)UK | US97 (1 Wo.)US |                                      |
| 1957 | Tell Me That You Love Me –                                   | — | — | UK25 (2 Wo.)UK | — |                                      |
| 1957 | You Are My Destiny –                                         | — | — | UK6 (13 Wo.)UK | US7 (17 Wo.)US |                                      |
| 1958 | Crazy Love –                                                 | — | — | UK26 (1 Wo.)UK | US19 (14 Wo.)US |                                      |
| 1958 | Let The Bells Keep Ringing –                                 | — | — | — | US30 (13 Wo.)US |                                      |
| 1958 | Midnight –                                                   | — | — | UK26 (1 Wo.)UK | US69 (5 Wo.)US |                                      |
| 1958 | Just Young –                                                 | — | — | — | US80 (5 Wo.)US |                                      |
| 1958 | The Teen Commandments –                                      | — | — | — | US29 (8 Wo.)US | mit Johnny Nash & George Hamilton IV |
| 1958 | (All Of A Sudden) My Heart Sings My Heart Sings              | — | — | UK10 (13 Wo.)UK | US15 (17 Wo.)US |                                      |
| 1959 | I Miss You So My Heart Sings                                 | — | — | — | US33 (9 Wo.)US |                                      |
| 1959 | Lonely Boy –                                                 | DE8 (7 Mt.)DE | — | UK3 (17 Wo.)UK | US1 (15 Wo.)US |                                      |
| 1959 | Put Your Head on My Shoulder –                               | DE25 (3 Mt.)DE | — | UK7 Silber · (12 Wo.)UK | US1 (15 Wo.)US |                                      |
| 1959 | It’s Time To Cry –                                           | — | — | UK28 (2 Wo.)UK | US4 (15 Wo.)US |                                      |
| 1960 | Puppy Love –                                                 | — | — | UK33 (7 Wo.)UK | US2 (14 Wo.)US |                                      |
| 1960 | Adam and Eve –                                               | — | — | — | US90 (2 Wo.)US |                                      |
| 1960 | My Home Town –                                               | — | — | — | US8 (13 Wo.)US |                                      |
| 1960 | Something Happened –                                         | — | — | — | US41 (9 Wo.)US |                                      |
| 1960 | Hello Young Lovers Paul Anka Swings for Young Lovers         | — | — | UK44 (1 Wo.)UK | US23 (12 Wo.)US |                                      |
| 1960 | I Love You In The Same Old Way –                             | — | — | — | US40 (11 Wo.)US |                                      |
| 1960 | Summer’s Gone –                                              | — | — | — | US11 (11 Wo.)US |                                      |
| 1960 | The Story of My Love –                                       | — | — | — | US16 (8 Wo.)US |                                      |
| 1961 | Tonight My Love, Tonight –                                   | — | — | — | US13 (11 Wo.)US |                                      |
| 1961 | Dance On Little Girl –                                       | — | — | — | US10 (10 Wo.)US |                                      |
| 1961 | Cinderella –                                                 | — | — | — | US70 (4 Wo.)US |                                      |
| 1961 | Kissin’ on the Phone –                                       | — | — | — | US35 (7 Wo.)US |                                      |
| 1962 | Love Me Warm and Tender Remember Diana                       | DE45 (1 Mt.)DE | — | UK19 (11 Wo.)UK | US12 (12 Wo.)US |                                      |
| 1962 | Lauter Liebe schenk ich dir –                                | DE45 (1 Mt.)DE | — | — | — |                                      |
| 1962 | A Steel Guitar and a Glass of Wine –                         | DE35 (1 Mt.)DE | — | UK41 (4 Wo.)UK | US13 (10 Wo.)US |                                      |
| 1962 | Every Night (Without You) –                                  | — | — | — | US46 (6 Wo.)US |                                      |
| 1962 | Eso beso (That Kiss!) Remember Diana                         | DE14 (5 Mt.)DE | — | — | US19 (8 Wo.)US |                                      |
| 1962 | I’m Coming Home –                                            | — | — | — | US94 (1 Wo.)US |                                      |
| 1962 | Love (Makes the World Go ’Round) Remember Diana              | — | — | — | US26 (8 Wo.)US |                                      |
| 1963 | Did You Have a Happy Birthday? –                             | — | — | — | US89 (3 Wo.)US |                                      |
| 1963 | Remember Diana                                               | DE42 (1 Mt.)DE | — | — | US39 (8 Wo.)US |                                      |
| 1963 | Hello Jim –                                                  | DE46 (1 Mt.)DE | — | — | US97 (1 Wo.)US |                                      |
| 1964 | Zwei Mädchen aus Germany (Weißwürscht, Knödel, Sauerkraut) – | DE4 (5 Mt.)DE | — | — | — |                                      |
| 1964 | Sweet Sweet Rosalie –                                        | DE34 (2 Mt.)DE | — | — | — |                                      |
| 1964 | Kiddy Kiddy Kiss Me –                                        | DE7 (2½ Mt.)DE | AT9 (4 Wo.)AT | — | — | mit Rita Pavone                      |
| 1965 | Elisabeth –                                                  | DE17 (1½ Mt.)DE | — | — | — |                                      |
| 1966 | Bei dir bei dir –                                            | DE35 (½ Mt.)DE | — | — | — |                                      |
| 1968 | Goodnight My Love                                            | — | — | — | US27 (10 Wo.)US |                                      |
| 1969 | Happy Life Goes On                                           | — | — | — | US86 (3 Wo.)US |                                      |
| 1969 | In The Still of the Night Goodnight My Love                  | — | — | — | US64 (6 Wo.)US |                                      |
| 1969 | Sincerely –                                                  | — | — | — | US80 (4 Wo.)US |                                      |
| 1971 | Do I Love You Paul Anka                                      | — | — | — | US53 (11 Wo.)US |                                      |
| 1972 | Jubilation                                                   | — | — | — | US65 (9 Wo.)US |                                      |
| 1974 | (You’re) Having My Baby Anka                                 | DE15 (9 Wo.)DE | — | UK6 (10 Wo.)UK | US1 Gold · (15 Wo.)US | mit Odia Coates                      |
| 1974 | One Man Woman, One Woman Man Anka                            | — | — | — | US7 (16 Wo.)US | mit Odia Coates                      |
| 1974 | Let Me Get to Know You Anka                                  | — | — | — | US80 (8 Wo.)US |                                      |
| 1975 | I Don’t Like to Sleep Alone Feelings                         | — | AT16 (8 Wo.)AT | — | US8 (15 Wo.)US | mit Odia Coates                      |
| 1975 | (I Believe) There’s Nothing Stronger Than Our Love Feelings  | — | — | — | US15 (13 Wo.)US | mit Odia Coates                      |
| 1975 | Times of Your Life                                           | — | — | — | US7 (20 Wo.)US |                                      |
| 1976 | Anytime (I’ll Be There) Feelings                             | — | — | — | US33 (9 Wo.)US |                                      |
| 1976 | Happier The Painter                                          | — | — | — | US60 (7 Wo.)US |                                      |
| 1977 | My Best Friend’s Wife The Music Man                          | — | — | — | US80 (2 Wo.)US |                                      |
| 1977 | Everybody Ought to Be in Love The Music Man                  | — | — | — | US75 (4 Wo.)US |                                      |
| 1978 | This is Love Listen to Your Heart                            | — | — | — | US35 (11 Wo.)US |                                      |
| 1981 | I’ve Been Waiting For You All Of My Life Both Sides of Love  | — | — | — | US48 (9 Wo.)US |                                      |
| 1983 | Hold Me ’Til the Mornin’ Comes Walk a Fine Line              | — | — | — | US40 (16 Wo.)US |                                      |

grau schraffiert: keine Chartdaten aus diesem Jahr verfügbar

## Statistik

### Chartauswertung
|                     | DE    | AT    | UK    | US     |
| ------------------- | ----- | ----- | ----- | ------ |
| Nummer-eins-Alben   | DE—DE | AT—AT | UK—UK | US—US  |
| Top-10-Alben        | DE1DE | AT1AT | UK1UK | US2US  |
| Alben in den Charts | DE3DE | AT1AT | UK2UK | US22US |

|                       | DE     | AT    | UK     | US     |
| --------------------- | ------ | ----- | ------ | ------ |
| Nummer-eins-Singles   | DE—DE  | AT—AT | UK1UK  | US3US  |
| Top-10-Singles        | DE3DE  | AT1AT | UK7UK  | US12US |
| Singles in den Charts | DE16DE | AT2AT | UK15UK | US53US |

### Auszeichnungen für Musikverkäufe
| Silberne Schallplatte - Vereinigtes Königreich - 1978: für das Album My Way Goldene Schallplatte - Argentinien - 1996: für das Album Amigos - Finnland - 1980: für das Album Golden Hits - Kanada - 1975: für die Single I Don’t Like To Sleep Alone - 1976: für das Album The Painter - 1977: für das Album Times Of Your Life - 2007: für das Album Rock Swings | Platin-Schallplatte - Kanada - 1975: für das Album Anka - 1976: für das Album Feelings |

Anmerkung: Auszeichnungen in Ländern aus den Charttabellen bzw. Chartboxen sind in ebendiesen zu finden.
| Land/RegionAuszeichnungen für Musikverkäufe (Land/Region, Auszeichnungen, Verkäufe, Quellen) | Silber     | Gold       | Platin     | Verkäufe  | Quellen         |
| -------------------------------------------------------------------------------------------- | ---------- | ---------- | ---------- | --------- | --------------- |
| Argentinien (CAPIF)                                                                          | —          | Gold1      | —          | 30.000    | Einzelnachweise |
| Finnland (IFPI)                                                                              | —          | Gold1      | —          | 25.000    | ifpi.fi         |
| Kanada (MC)                                                                                  | —          | 4× Gold4   | 2× Platin2 | 425.000   | musiccanada.com |
| Vereinigte Staaten (RIAA)                                                                    | —          | 3× Gold3   | —          | 2.000.000 | riaa.com        |
| Vereinigtes Königreich (BPI)                                                                 | 2× Silber2 | Gold1      | —          | 360.000   | bpi.co.uk       |
| Insgesamt                                                                                    | 2× Silber2 | 10× Gold10 | 2× Platin2 |           |                 |